# Haplologi
Haplologi er en betegnelse for udviklingen af sprog, hvor to enslydende eller lignende stavelser reduceres til én. Eksempelvis bliver tragiko-komisk til tragikomisk.
Andre danske eksempler er initiv og autencitet.
Betegnelsen bruges inden for lingvistik, og fænomenet blev beskrevet første gang af den amerikansk filolog Maurice Bloomfield i 1900-tallet. Ordet er sammensat af det græske ord haploos (enkel) og -logi (viden om).